# Apaidia
Apaidia is een geslacht van vlinders van de familie spinneruilen (Erebidae), uit de onderfamilie Arctiinae.

## Soorten
- A. barbarica Durante, 1998
- A. mesogona (Godart, 1824)
- A. rufeola (Rambur, 1832)